# 大頭南鰍
大頭南鰍（學名：Schistura macrocephalus）為輻鰭魚綱鯉形目條鰍科南鰍屬的其中一種。其种加词“macrocephalus”意为“大头的”。分布於亞洲寮國的Nam Youan 流域與中國的勐腊河流域，本魚體延長，口下位，在上嘴唇中的沒有中央的凹槽,具觸鬚3對，頭部有一些大的斑點，身體沿著側線有6-9條褐色橫帶, 與間隙一樣寬，體長可達8.4公分，棲息在河川底中層水域，生活習性不明。